# No Pain for Cakes
No Pain for Cakes je druhé studiové album americké jazzové skupiny The Lounge Lizards, vydané v roce 1987. Produkoval jej lídr kapely John Lurie. Jde o první album kapely od jejího debutu The Lounge Lizards z roku 1981. V mezidobí došlo k obměně sestavy kapely a kromě bratrů Lurieových (John a Evan) se na této desce nepodílel žádný původní člen kapely. Album bylo nahráno ve čtvrti Astoria v newyorském Queensu se zvukařem Seigenem Onem. Na obalu alba byla použita reprodukce obrazu Uncle Wiggly as the Devil od Johna Lurieho. John Lurie si později ve svých memoárech stěžoval, že společnost Island Records album nijak nepropagovala. Píseň „Bob and Nico“ Lurie napsal pro Roberta Benigniho a jeho pozdější manželku Nicolettu Braschi.

## Seznam skladeb
| Pořadí | Název                                    | Autor                                  | Délka |
| ------ | ---------------------------------------- | -------------------------------------- | ----- |
| 1.     | My Trip to Ireland                       | John Lurie                             | 5:51  |
| 2.     | No Pain for Cakes                        | John Lurie                             | 6:58  |
| 3.     | My Clown's on Fire                       | John Lurie                             | 4:21  |
| 4.     | Carry Me Out                             | John Lurie, Curtis Fowlkes, Marc Ribot | 1:54  |
| 5.     | Bob and Nico                             | John Lurie                             | 3:08  |
| 6.     | Tango #3, Determination – For Rosa Parks | Evan Lurie                             | 4:13  |
| 7.     | The Magic of Palermo                     | Evan Lurie, John Lurie                 | 6:04  |
| 8.     | Cue for Passion                          | Evan Lurie                             | 2:13  |
| 9.     | Where Were You                           | John Lurie, Erik Sanko                 | 3:33  |

## Obsazení

### The Lounge Lizards
- John Lurie – altsaxofon
- Evan Lurie – klavír, hlas
- Marc Ribot – kytara, banjo, kornet
- Curtis Fowlkes – pozoun
- Roy Nathanson – reeds
- Erik Sanko – baskytara
- Dougie Bowne – bicí
- E. J. Rodriguez – perkuse

### Ostatní hudebníci
- Anders Gårdmand – barytonsaxofon
- Jill Jaffe – housle